# Olga Alexandrowna Budina

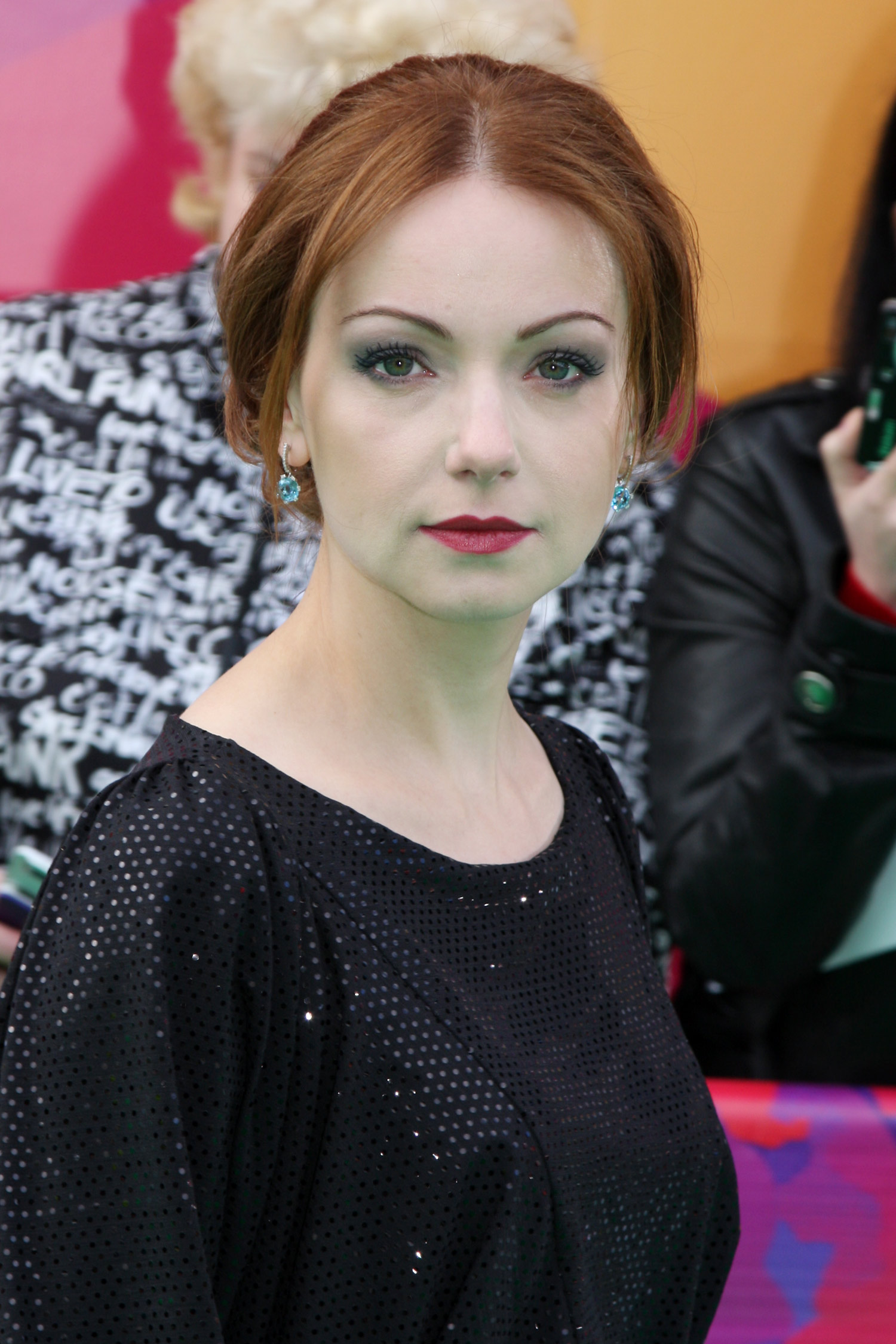
Olga Alexandrowna Budina (2010)

Olga Alexandrowna Budina (russisch Ольга Александровна Будина, wiss. Transliteration Ol'ga Aleksandrovna Budina; * 22. Februar 1975 in Odinzowo, Oblast Moskau, RSFSR, Sowjetunion) ist eine russische Theater- und Filmschauspielerin.

## Leben
Budina studierte Geschichte und Literatur am Lyceum College. Sie engagierte sich aktiv in der Sozialarbeit und galt während ihren Schuljahren als kreative Schülerin. Sie lernte Akkordeon und Klavier zu spielen. Sie war Solistin des Schulchors und des Orchesters am Lyceum Theatre. Nach der neunten Schulklasse bewarb sie sich an der State School of Music Gnesin, wurde aber abgelehnt. Sie entschied sich daher, weiterhin eine allgemeinbildende Schule zu besuchen. Nach dieser Zeit besuchte sie die Schtschukin-Theaterhochschule, nachdem sie sich gegen eine erneute Bewerbung an der  State School of Music Gnesin entschied.
Seit Mitte der 1990er Jahre ist sie als Film- und Fernsehschauspielerin tätig. Von 2004 bis 2007 war sie mit dem Geschäftsmann Alexander Naumow verheiratet. 2004 wurde ein gemeinsamer Sohn geboren.

## Filmografie (Auswahl)
- 1998: Ne poslat li nam... gontsa?
- 1999: Simple Truth (Prostye istiny/Простые истины) (Fernsehserie, 9 Episoden)
- 1999: Flowers from the Winners (Tsvety ot pobediteley/Цветы от победителей)
- 1999: DDD – Detective Dubrovski Files (Dose detektiva Dubrovskogo/Досье детектива Дубровского) (Fernsehserie)
- 2000: His Wife's Diary (Dnevnik ego zheny/Дневник его жены)
- 2000: Die Romanows: Eine Gekrönte Familie (Romanovy: Ventsenosnaya semya/Романовы. Венценосная семья)
- 2000: Granitsa. Tayozhnyy roman (Граница. Таёжный роман) (Mini-Serie, 8 Episoden)
- 2000: Imperiya pod udarom (Империя под ударом) (Mini-Serie, 2 Episoden)
- 2000: Cheque (Chek/Чек)
- 2001: Tayozhnyy roman (Таёжный роман) (Fernsehfilm)
- 2001: Down House (Daun Haus/Даун Хаус)
- 2003: Zheleznodorozhnyy romans (Железнодорожный романс) (Fernsehfilm)
- 2003: Little Lord Fauntleroy (Radosti i pechali malenkogo lorda/Радости и печали маленького лорда)
- 2003: Bayazet (Баязет) (Fernsehserie)
- 2003: Idiot (Идиот) (Mini-Serie, 2 Episoden)
- 2004: Moskovskaya saga (Московская сага) (Fernsehserie)
- 2006: Stalin's Wife (Zhena Stalina/Жена Сталина) (Fernsehfilm)
- 2007: Kole dlya snezhnoy baby (Колье для снежной бабы) (Fernsehfilm)
- 2008: Tyazhelyy pesok (Тяжелый песок)
- 2008: Equation with All Unknowns (Uravnenie so vsemi izvestnymi/Уравнение со всеми известными) (Fernsehfilm)
- 2008: Sindrom Feniksa (Mini-Serie)
- 2010: Zemskiy doktor (Земский доктор) (Fernsehserie)
- 2010: A Mother's Heart (Serdtse materi/Сердце матери) (Fernsehserie, 8 Episoden)
- 2011: Zemskiy doktor. Zhizn zanovo (Земский доктор. Жизнь заново) (Fernsehserie)
- 2011: Zemskiy doktor. Prodolzhenie (Земский доктор. Продолжение) (Fernsehserie)
- 2013: Eynshteyn. Teoriya lyubvi (Эйнштейн. Теория любви) (Mini-Serie, 4 Episoden)
- 2013: Zemskiy doktor. Vozvrashchenie (Земский доктор. Возвращение) (Fernsehserie)
- 2014: Zemskiy doktor. Lyubov vopreki (Земский доктор. Любовь вопреки) (Fernsehserie)